# Flash de La Courneuve
Stade
Maillots
Champion de France Élite 
1997, 2000, 2003, 2005, 2006, 2007, 2008, 2009, 2011, 2017, 2018 et 2022
Saison en cours
Le Flash de La Courneuve est un club français de football américain basé à La Courneuve en banlieue parisienne dans le département de la Seine-Saint-Denis (93).

## Le club
Le club comprend aujourd'hui :
- une équipe senior évoluant dans le championnat de France Élite ;
- une équipe réserve senior évoluant dans le championnat de France de 3e division ;
- une équipe féminine évoluant dans le Challenge National Féminin ;
- une équipe U19 évoluant dans le championnat de France ;
- une équipe U16 évoluant dans le championnat territorial ;
- une équipe U14.

Mais aussi une section de flag (sport d'opposition sans contact dont les règles sont issues du football américain), disputant les compétitions de flag football de la FFFA.

## EFAF
Le Flash de la Courneuve figure dans le top 20 de la EFAF (European Football League) précisément 7e meilleur club Europe.

## Palmarès
| Compétitions internationales | Compétitions nationales |
| - European Football League (EFL) - Finaliste (3) : 1998, 2006 et 2009 - Central European Football League (CEFL) - Vainqueur (1) : 2023 - FED Cup - Vainqueur (1) : 1997                                               | - Championnat de France Élite (D1) - Champion (12) : 1997, 2000, 2003, 2005, 2006, 2007, 2008, 2009, 2011, 2017, 2018 et 2022 - Vice-champion (5) : 1998, 2001, 2002, 2010, 2013 et 2024     |
| Équipe réserve (senior B) | Compétitions U19/U20 |
| - Championnat de France de 3e division (D3) - - Champion (1) : 2025 - - Vice-champion (4) : 2007, 2009, 2012 et 2015                                                                                                  | - Championnat de France Junior - Champion (14) : 1991, 1992, 1998, 2000, 2005, 2006, 2007, 2012, 2013, 2014, 2019, 2023, 2024 et 2025 - - Vice-champion (5) : 1993, 1995, 2004, 2016 et 2022 |
| | |
| Compétitions U16/U17 | Compétitions de Flag football |
| - Championnat de France Cadet - Champion (4) : 2002, 2003, 2010 et 2023 - Vice-champion (3) : 2008, 2009 et 2014 - Championnat territorial IDF - Champion (4) : 2015, 2016, 2024 et 2025 - - Vice-champion (1) : 2022 | - Championnat de France - 15 ans - Champion (1) : 2011 |
| | |

## Histoire

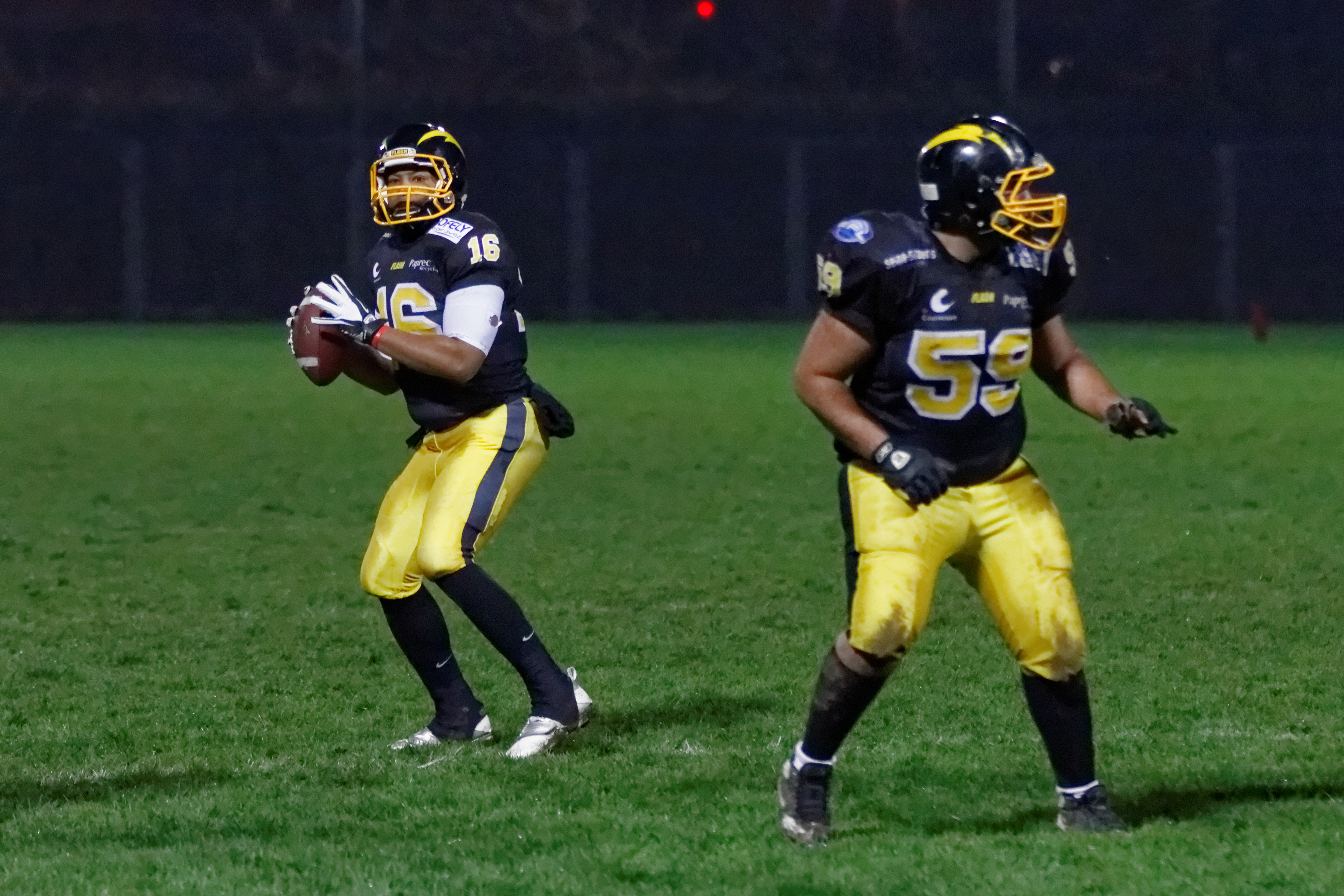
Perez Mattison et Al-Moudjib Mbae

Il a été fondé en 1984 et est le club qui a la plus importante longévité en Élite (29e année consécutive pour la saison 2014).
Le nom flash a été trouvé peu de temps avant le premier match de leur histoire : en 1984, les joueurs sont apostrophés par leurs adversaires qui leur reprochent leur absence de nom. Après une réunion express sur le terrain leur réponse fuse : "Les flashes". L'idée leur est venue en pensant à leur sponsor, Speed Phot Color, un magasin de photos. Après plusieurs années, le pluriel de leur nom a disparu, pour faire plus anglophone.
Neuf fois champion de France (dont cinq consécutives), le Flash est un habitué des compétitions européennes : finaliste en 1998 contre les Blue Devils de Hambourg, quart de finaliste en 1999 (éliminé par les Blue Devils de Hambourg) puis demi-finaliste en 2001, sorti par les Lions de Bergame. Le club prend également part à l'Eurobowl en 2003 et 2004, mais ne parvient pas à passer la phase préliminaire.
Champion de France en titre, le Flash dispute l'édition 2006 de l'Eurobowl. Après avoir notamment écarté les Italiens des Lions de Bergame en poules puis les Autrichiens des Raiders du Tyrol en demi-finale, le Flash a disputé et perdu (9-41) la finale européenne le 22 juillet 2006 face aux Autrichiens des Vikings de Vienne.
L'année 2009 a été particulièrement faste pour le Flash. Toutes ses équipes engagées dans une compétition nationale ou internationale ont figuré dans le dernier carré :
- Finaliste de l'Eurobowl (Élite) et 2e au classement final 2009 de l'Euro Top 20 de l'EFAF ;
- Champion de France Élite (Casque de Diamant) ;
- Vice-champion de France D3 (Casque d'Argent) ;
- Demi-finaliste U19 (ayant perdu contre le futur champion de France) ;
- Vice-champion de France U16.

L'année 2010, en légère demi-teinte, a cependant permis au Flash de bien figurer. Toutes ses équipes engagées dans une compétition nationale ont figuré dans le dernier carré :
- Vice-champion de France Élite (Casque de Diamant) ;
- Quart de finaliste de l'Eurobowl (Elite) et 6e au classement final 2010 de l'Euro Top 20 de l'EFAF ;
- Demi-finaliste D3 (Casque d'Argent) ;
- Demi-finaliste U19 ;
- Champion de France U16.

Après avoir assuré une saison régulière 2011 presque parfaite (neuf victoires et une défaite), l'équipe Elite a battu les Spartiates d'Amiens en demi-finale du Casque de Diamant sur le score de 30 à 14. Le 18 juin 2011 au Stade Charléty à Paris le Flash s'est imposé en finale face aux Centaures de Grenoble. Elle renoue avec le titre en 2017 et 2018, le club étant le plus titré avec 11 titres de champion de France.
En 2019, l'équipe première ne se qualifie pas pour les phases finales en terminant à la 4e place de la Conférence Nord. L'équipe U19 remporte en revanche le titre national.
Le Flash renoue avec le succès en remportant son douzième titre 16 à 10 face aux Black Panthers de Thonon le 9 juillet 2022.

### Rivalité
- Argonautes d'Aix-en-Provence
- Black Panthers de Thonon

## Bilan saison par saison

### Tableau récapitulatif
| Championnat de France | Championnat de France | Championnat de France     | Championnat de France     | Championnat de France     | Championnat de France     | Championnat de France     | Championnat de France     | Championnat de France     | Championnat de France     | Championnat de France          | Coupe d’Europe                 |
| --------------------- | --------------------- | ------------------------- | ------------------------- | ------------------------- | ------------------------- | ------------------------- | ------------------------- | ------------------------- | ------------------------- | ------------------------------ | ------------------------------ |
| Saison                | Division              | Classement                | M.J.                      | Vic.                      | Nuls                      | Déf.                      | For.                      | Pts pour                  | Pts contre                | Playoffs                       | Coupe d’Europe                 |
| 1985(1)               | D2                    | ? poules                  | ?                         | ?                         | ?                         | ?                         | ?                         | ?                         | ?                         | -                              | -                              |
| 1986(1)               | D1                    | ? poules                  | ?                         | ?                         | ?                         | ?                         | ?                         | ?                         | ?                         | -                              | -                              |
| 1987                  | D1                    | 3e poule                  | 5                         | 2                         | 0                         | 3                         | 0                         | 75                        | 85                        | -                              | -                              |
| 1988(1)               | D1                    | ? poules                  | ?                         | ?                         | ?                         | ?                         | ?                         | ?                         | ?                         | -                              | -                              |
| 1989                  | D1                    | 2e poule                  | 7                         | 6                         | 0                         | 1                         | 0                         | 196                       | 30                        | Demi-finaliste                 | -                              |
| 1990                  | D1                    | 4e poule                  | 6                         | 2                         | 2                         | 2                         | 0                         | 92                        | 78                        | -                              | -                              |
| 1991                  | D1                    | 4e poule                  | 10                        | 5                         | 0                         | 5                         | 0                         | 228                       | 215                       | Demi-finaliste                 | -                              |
| 1992(1)               | D1                    | 5e poule                  | 8                         | 3                         | 0                         | 5                         | 0                         | 190                       | 212                       | -                              | -                              |
| 1993                  | D1                    | 4e poule                  | 9                         | 4                         | 0                         | 5                         | 0                         | 170                       | 210                       | Demi-finaliste                 | -                              |
| 1994(1)               | D1                    | 3e poule                  | 10                        | 5                         | 1                         | 4                         | 0                         | 260                       | 205                       | Demi-finaliste                 | -                              |
| 1995(1)               | D1                    | ? poules                  | ?                         | ?                         | ?                         | ?                         | ?                         | ?                         | ?                         | -                              | -                              |
| 1996                  | D1                    | 3e poule                  | 10                        | 5                         | 0                         | 5                         | 0                         | 194                       | 25                        | -                              | -                              |
| 1997                  | D1                    | 1er                       | 6                         | 5                         | 0                         | 1                         | 0                         | 238                       | 76                        | Champion                       | FED Cup, Vainqueur             |
| 1998                  | D1                    | 1er poule                 | 10                        | 10                        | 0                         | 0                         | 0                         | 393                       | 80                        | Finaliste                      | EFL, Finaliste                 |
| 1999                  | D1                    | 1er poule                 | 10                        | 10                        | 0                         | 0                         | 0                         | 242                       | 52                        | Demi-finaliste                 | EFL, Quart de finaliste        |
| 2000                  | D1                    | 1er poule                 | 9                         | 8                         | 0                         | 1                         | 0                         | 378                       | 99                        | Champion                       | -                              |
| 2001                  | D1                    | 1er poule                 | 9                         | 9                         | 0                         | 0                         | 0                         | 306                       | 73                        | Finaliste                      | EFL, Demi-finaliste            |
| 2002                  | D1                    | 2e poule                  | 10                        | 7                         | 0                         | 3                         | 0                         | 288                       | 150                       | Finaliste                      | -                              |
| 2003                  | D1                    | 2e                        | 8                         | 6                         | 0                         | 2                         | 0                         | 263                       | 83                        | Champion                       | EFL, Poules                    |
| 2004                  | D1                    | 4e                        | 10                        | 5                         | 0                         | 5                         | 0                         | 170                       | 162                       | Demi-finaliste                 | EFL, Poules                    |
| 2005                  | D1                    | 1er poule                 | 10                        | 10                        | 0                         | 0                         | 0                         | 372                       | 156                       | Champion                       | -                              |
| 2006                  | D1                    | 1er poule                 | 10                        | 9                         | 0                         | 1                         | 0                         | 364                       | 92                        | Champion                       | EFL, Finaliste                 |
| 2007                  | D1                    | 1er poule                 | 10                        | 10                        | 0                         | 0                         | 0                         | 239                       | 57                        | Champion                       | EFL, Poules                    |
| 2008                  | D1                    | 2e poule                  | 10                        | 8                         | 0                         | 2                         | 0                         | 278                       | 144                       | Champion                       | EFL, Poules                    |
| 2009                  | D1                    | 1er poule                 | 10                        | 9                         | 0                         | 1                         | 0                         | 313                       | 119                       | Champion                       | EFL, Finaliste                 |
| 2010                  | D1                    | 3e                        | 10                        | 6                         | 0                         | 4                         | 0                         | 295                       | 182                       | Finaliste                      | EFL, Quart de finaliste        |
| 2011                  | D1                    | 1er                       | 10                        | 9                         | 0                         | 1                         | 0                         | 265                       | 143                       | Champion                       | -                              |
| 2012                  | D1                    | 3e                        | 10                        | 7                         | 0                         | 3                         | 0                         | 220                       | 121                       | Demi-finaliste                 | EFL, Poules                    |
| 2013                  | D1                    | 1er                       | 10                        | 7                         | 2                         | 1                         | 0                         | 266                       | 110                       | Finaliste                      | -                              |
| 2014                  | D1                    | 2e                        | 8                         | 5                         | 1                         | 2                         | 0                         | 246                       | 144                       | Demi-finaliste                 | -                              |
| 2015                  | D1                    | 4e                        | 10                        | 5                         | 0                         | 5                         | 0                         | 247                       | 162                       | Demi-finaliste                 | BIG 6, Poules                  |
| 2016                  | D1                    | 4e                        | 9                         | 6                         | 1                         | 2                         | 0                         | 180                       | 101                       | Demi-finaliste                 | -                              |
| 2017                  | D1                    | 1er                       | 10                        | 9                         | 0                         | 1                         | 0                         | 296                       | 131                       | Champion                       | -                              |
| 2018                  | D1                    | 1er                       | 10                        | 8                         | 0                         | 2                         | 0                         | 307                       | 117                       | Champion                       | -                              |
| 2019                  | D1                    | 4e Conf. Nord             | 8                         | 3                         | 1                         | 4                         | 0                         | 119                       | 115                       | -                              | -                              |
| 2020                  | D1                    | -,                        | 3                         | 3                         | 0                         | 0                         | 0                         | 121                       | 6                         | Saison non terminée (Covid-19) | Saison non terminée (Covid-19) |
| 2021                  | D1                    | Saison annulée (Covid-19) | Saison annulée (Covid-19) | Saison annulée (Covid-19) | Saison annulée (Covid-19) | Saison annulée (Covid-19) | Saison annulée (Covid-19) | Saison annulée (Covid-19) | Saison annulée (Covid-19) | Saison annulée (Covid-19)      | Saison annulée (Covid-19)      |
| 2022                  | D1                    | 1er poule                 | 8                         | 8                         | 0                         | 0                         | 0                         | 403                       | 70                        | Champion                       | CEFL Bowl, Demi-finaliste      |
| 2023                  | D1                    | 2e poule                  | 10                        | 8                         | 1                         | 1                         | 0                         | 321                       | 98                        | Demi-finaliste                 | CEFL Bowl, Champion            |
| 2024                  | D1                    | 1er Conf. Nord            | 8                         | 5                         | 1                         | 2                         | 0                         | 172                       | 102                       | Finaliste                      | CEFL (demi-finaliste)          |
| 2025                  | D1                    | 2e Conf. Nord             | 10                        | 8                         | 0                         | 2                         | 0                         | 294                       | 82                        | PO en cours                    | -                              |

- Champion ou vainqueur
- Vice-champion ou finaliste
- Promu
- Barrage de promotion
- Relégué
- Barrage de relégation

(1) Résultats incomplets.

### Bilan
| Compétition               | Type         | Participations | M.J. | Vic. | Nuls | Déf. | For. | Pts pour | Pts Contre |
| ------------------------- | ------------ | -------------- | ---- | ---- | ---- | ---- | ---- | -------- | ---------- |
| Championnat de France(A)  |              |                |      |      |      |      |      |          |            |
| D1 - Casque de diamant    | Saison(1)    | 39             | 316  | 229  | 9    | 77   | 0    | 8 934    | 1 923      |
| D1 - Casque de diamant    | Playoffs(1)  | 30             | 47   | 36   | 0    | 17   | 0    | 1 350    | 1 676      |
| D1 - Casque de diamant    | Total        | 69             | 363  | 265  | 9    | 94   | 0    | 10 284   | 3 599      |
| D2 - Casque d’or          | Saison(1)    | 1              | ?    | ?    | ?    | ?    | ?    | ?        | ?          |
| D2 - Casque d’or          | Playoffs(1)  | ?              | ?    | ?    | ?    | ?    | ?    | ?        | ?          |
| D2 - Casque d’or          | Total        | 1              | 0    | 0    | 0    | 0    | 0    | 0        | 0          |
| Total France              | Total France | 70             | 363  | 265  | 9    | 94   | 0    | 10 284   | 3 599      |
| Coupes d'Europe (EFAF)(B) |              |                |      |      |      |      |      |          |            |
| CEFL                      |              |                |      |      |      |      |      |          |            |
| Bowl                      | 2            | 6              | 5    | 0    | 1    | 0    | 192  | 97       |            |
| EFL / BIG 6               | Saison       | 10             | 20   | 12   | 0    | 8    | 0    | 537      | 366        |
| EFL / BIG 6               | Playoffs     | 6              | 12   | 6    | 0    | 6    | 0    | 295      | 335        |
| EFL / BIG 6               | Total        | 12             | 32   | 18   | 0    | 14   | 0    | 832      | 701        |
| FED Cup                   | Playoffs     | 1              | 3    | 3    | 0    | 0    | 0    | 105      | 13         |
| FED Cup                   | Total        | 1              | 3    | 3    | 0    | 0    | 0    | 105      | 13         |
| Total Europe              | Total Europe | 13             | 41   | 26   | 0    | 15   | 0    | 1 129    | 807        |
| TOTAL                     | TOTAL        | TOTAL          | 404  | 291  | 9    | 24   | 0    | 11 413   | 4 406      |

(1) : Résultats incomplets.
(A) : Statistiques arrêtées après la saison 2023.
(B) : Statistiques arrêtées après la saison 2023.

## Joueurs
Joueurs sélectionnés en équipe de France, anciens joueurs professionnels ou récompensés individuellement.
| Poste | Nom                | Période     | Équipe de France | Équipe de France | Infos |
| ----- | ------------------ | ----------- | ---------------- | ---------------- | --- |
| Poste | Nom                | Période     | Junior           | Senior           | Infos |
| DB    | Foad Ajdir         | -           | oui              | oui              | Flash de La Courneuve, Berlin Thunder (NFLE), Scottish Claymores (NFLE), Francfort Galaxy (NFLE), Flash de La Courneuve |
| RB    | Sandino Octobre    | 1998-2003   | -                | oui              | Flash de La Courneuve, Spartiates d'Amiens, Amsterdam Admirals (NFLE), Cougars de Saint-Ouen-l'Aumône, Spartiates d'Amiens |
| DB    | Steeve Pierre      | -           | -                | -                | - |
| LB    | Alix Rigueur       | -           | -                | -                | - |
| WR    | Marc-Angelo Soumah | Depuis 1997 | -                | oui              | Météores de Fontenay-sous-Bois, Flash de La Courneuve, Francfort Galaxy (NFLE), Browns de Cleveland (NFL), Blue Devils de Hambourg (GFL) |
| LB    | Philippe Gardent   | 2009        | -                | oui              | Centaures de Grenoble, Geneva Seahawks (Suisse), Team Europe, Argonautes d'Aix-en-Provence, Centurions de Cologne (NFLE), Cougars de Saint-Ouen-l'Aumône, Redskins de Washington (NFL), Panthers de la Caroline (NFL), Alouettes de Montréal (LCF), Flash de La Courneuve |
| DB    | Samyr Hamoudi      | Depuis 1993 | -                | oui              | Flash de La Courneuve, Dragons de Barcelone (NFLE), Flash de La Courneuve |
| RB    | Patrice Kancel     | -           | -                | oui              | Flash de La Courneuve, Francfort Galaxy (NFLE), Berlin Thunder (NFLE), Flash de La Courneuve |
| RB    | Laurent Marceline  | -           | -                | oui              | Flash de La Courneuve, Berlin Thunder (NFLE), Rhein Fire (NFLE), Flash de La Courneuve, Lions de Brunswick (GFL), Flash de La Courneuve |
| RB    | Jason Aguemon      | ?- 2019     | oui              | oui              | Flash de la Courneuve, Cougars de Lubeck (2e division de la GFL), Kings de Leipzig (ELF), Rhein Fire (ELF), Mousquetaires de Paris (ELF) |

## Records
- Europe
  - Premier club français à avoir gagné un titre européen (FED Cup en 1997)
  - Seul club français à avoir figuré à la première place de l'Euro Top 20 de l'EFAF (Fédération Européenne de Football Américain)

- France (Élite)
  - Plus grand nombre de Casque de Diamant : 11[15]
  - Plus grand nombre de titres consécutifs : 5 (2005 à 2009)
  - Plus grand nombre de saisons consécutives en 1re Division : 29 (série en cours)
  - Plus grand nombre de victoires de division : 10 (1988, 1997 à 2001, 2005 à 2007, 2009, 2011 et 2013)
  - Plus grand nombre de victoires consécutives : 40 (entre 2005 et 2008)
  - Plus grand nombre de victoires consécutives à domicile : 28 (entre 2005 et 2009)
  - Plus grand nombre de victoires consécutives à l'extérieur en : 20 (entre 2005 et 2008)
  - Meilleur pourcentage possible pour une saison : 100 % (2005, 2006 et 2007)
  - Plus grand nombre de points inscrits en un match : 84 (2009 contre les Molosses)
  - Plus grand nombre de points inscrits en un match sans en encaisser : 84 (2009 contre les Molosses)